# المدرسة الوطنية للتجارة والتسيير بطنجة
المدرسة الوطنية للتجارة والتسيير هي كلية أعمال تأسست في عام 1995 في مدينة طنجة في شمال المغرب، وتعتمد على جامعة عبد المالك السعدي التي تُعد واحدة من أفضل 100 جامعة في المنطقة العربية وفقًا لتقرير أخبار الولايات المتحدة ألأمريكية والعالم. تقوم المدرسة الوطنية للتجارة والتسيير بطنجة بتدريب المديرين التنفيذيين في مجالات التجارة والإدارة ومهن المحاسبة والمالية وإدارة الموارد والتدقيق والرقابة الإدارية والاستشارات الإدارية التنظيمية.

## برامج الدراسة

### منهج الدورة العادية
يتم اختيار وقبول الدارسين في الدورة العادية لمدرسة الوطنية للتجارة والتسيير بطنجة اعتمادًا على مسابقتين:
- اختبار الأهلية للتدريب الإداري، ويكون بعد الحصول على شهادة إتمام الدراسة الثانوية (البكالوريا).
- المسابقة الوطنية للوصول إلى مدارس الإدارة للطلاب في خياري الفصول التحضيرية الاقتصادية والتجارية (الاقتصاد والتجارة من القسم العلمي - الاقتصاد والتجارة من القسم التكنولوجي)

تستمر الدراسة في المدرسة الوطنية للتجارة والتسيير بطنجة لمدة 5 سنوات مقسمة إلى 10 فصول دراسية، حيث تشكل السنوات الثلاث الأولى من الدراسة النواة المشتركة المخصصة لاكتساب التدريب في مختلف التخصصات في علوم التجارة والإدارة، وفي السنة الرابعة يكون للطلاب الحق في الاختيار ما بين استكال الدراسة إما في مجال التجارة أو في مجال الإدارة، وفي الفصل الدراسي الثامن، يختار الطلاب أحد المسارات الدراسية المدرجة في الجدول التالي:
| مسار التجارة           | مسار الإدارة               |
| ---------------------- | -------------------------- |
| التسويق والعمل التجاري | التدقيق والرقابة الإدارية  |
| التجارة الدولية        | الإدارة المالية والمحاسبية |
|                        | ادارة الموارد البشرية      |